# Claude Estier

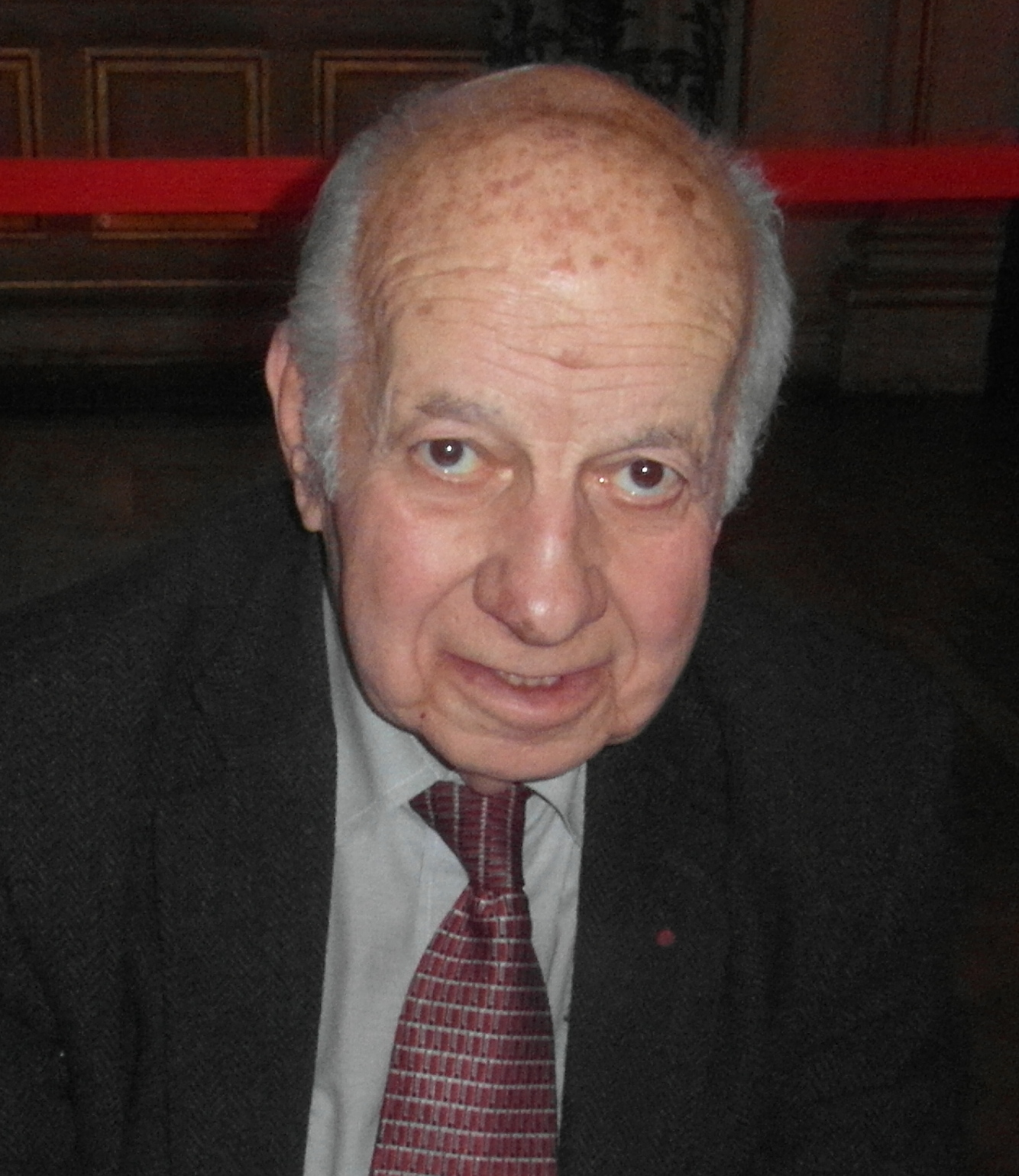
Claude Estier (2013)

Claude Estier (Geburtsname: Claude Hasday Ezratty; * 8. Juni 1925 in Paris; † 10. März 2016 ebenda) war ein französischer Journalist und Politiker der Section française de l’Internationale ouvrière (SFIO) sowie später der Parti socialiste (PS), der zwischen 1967 und 1968 sowie erneut von 1981 bis 1986 Mitglied der Nationalversammlung sowie zwischen 1986 und 2004 Mitglied des Senats war. Zwischenzeitlich war er zwischen 1979 und 1981 Mitglied des Europäischen Parlamentes.

## Leben

### Journalistische Tätigkeiten
Estier, dessen Vater sich ebenfalls in der politischen Linken engagierte, absolvierte seine schulische Ausbildung am  Lycée Carnot in Paris. Während des Zweiten Weltkrieges trat er 1942 der Résistance in Lyon bei und engagierte sich in der Widerstandsbewegung bei illegalen Waffenlieferungen und Untergrundzeitungen. In der Folgezeit arbeitete er einige Zeit für die British Broadcasting Corporation (BBC) in London. Er absolvierte ferner ein Studium an der 1872 von Émile Boutmy gegründeten École libre des sciences politiques, aus der 1945 das Institut d’études politiques de Paris (Sciences Po) hervorging. Nach Kriegsende war er Berichterstatter für die Tageszeitung Le Progrès de Lyon beim Prozess gegen Philippe Pétain.
Estier war einige Zeit Mitglied der Parti communiste français (PCF) und trat 1946 der Section française de l’Internationale ouvrière (SFIO) bei. Nachdem er 1946 sein Studium mit einem Diplom abgeschlossen hatte, wurde er Journalist bei der Tageszeitung Le Populaire, dem Organ der SFIO. 1947 schrieb er einen Artikel gegen die repressive Politik von Innenminister Jules Moch von der SFIO in der Tageszeitung La Bataille socialiste mit der Überschrift Jules Moch, assassin! („Jules Moch, Mörder!“). Dieser Artikel führte zu seinem Ausschluss aus der SFIO sowie seiner Entlassung bei Le Populaire. Daraufhin trat er der Parti socialiste unitaire (PSU) bei und wurde 1950 Mitarbeiter der Wochenzeitung France Observateur. In seiner journalistischen Arbeit trat er für eine Unabhängigkeit Algeriens ein  und stand daher unter Beobachtung des Inlandsnachrichtendienstes Direction de la surveillance du territoire (DST).
1955 wurde Estier politischer Redakteur der Tageszeitung Le Monde. Diese Tätigkeit gab er 1958 auf, da die Zeitung aus seiner Sicht zu zögerlich zum politischen Comeback von General Charles de Gaulle stand. Daraufhin wurde er Mitarbeiter der von Emmanuel d’Astier de la Vigerie herausgegebenen Tageszeitung Libération und schrieb Artikel gegen den wachsenden Einfluss des Kommunismus. Nachdem die Libération 1964 ihr Erscheinen eingestellt hatte, reiste er nach Ägypten, wo er Staatspräsident Gamal Abdel Nasser interviewte und hierüber ein Buch verfasste.

### Mitglied der Nationalversammlung, MdEP und Senator
Nach einem Treffen mit François Mitterrand entschloss sich Estier für den Beginn seiner eigenen politischen Laufbahn. Als Kandidat der Fédération de la gauche démocrate et socialiste (FDGS) wurde er bei den Wahlen vom 12. März 1967 im Wahlkreis Paris XXV zum Mitglied der Nationalversammlung gewählt. Er gehörte der Nationalversammlung bis zum 11. Juli 1968 an. Damit war er der Gründer der sogenannten „Viererbande des 18. Arrondissement“ („La bande des quatre du 18e“ ), die aus Lionel Jospin, Daniel Vaillant und Bertrand Delanoë bestand. 1968 wurde er Generalsekretär der Convention des institutions républicaines (CIR) und damit ein maßgeblicher Unterstützer Mitterrands.
Estier engagierte sich über viele Jahre auch in der Pariser Kommunalpolitik und war zwischen 1971 und 1989 erstmals Mitglied des Stadtrates (Conseil de Paris). 1971 nahm er an dem Parteitag der Parti socialiste (PS) in Épinay-sur-Seine teil, bei dem es zum Zusammenschluss mit der FDGS und CIR kam. Im Januar 1972 gründete er die Parteizeitung L’Unité und war bis 1981 deren Herausgeber.
Bei der Europawahl am 10. Juni 1979 wurde Estier für die PS zum Mitglied des Europäischen Parlaments gewählt. Er gehörte dem Parlament vom 17. Juli 1979 bis zu seinem freiwilligen Mandatsverzicht am 31. August 1981 an und war während dieser Zeit stellvertretender Vorsitzender der Sozialistischen Fraktion. Daneben war er vom 20. Juli 1979 bis zum 30. Oktober 1980 Mitglied im Ausschuss für Jugend, Kultur, Bildung, Information und Sport sowie zugleich zwischen dem 14. April 1980 und dem 31. August 1981 stellvertretender Vorsitzender des Politischen Ausschusses. Darüber hinaus war er vom 10. Dezember 1979 bis zum 14. April 1980 erst Mitglied sowie später vom 13. Oktober bis zum 31. Dezember 1980 stellvertretender Vorsitzender der Delegation im Gemischten Parlamentarischen Ausschuss EWG-Griechenland.
Bei den Wahlen vom 21. Juni 1981 wurde Estier für die PS im Wahlkreis Paris XXV wieder zum Mitglied der Nationalversammlung gewählt. Während der siebten Legislaturperiode war er vom 1. Juli 1981 bis zum 1. April 1986 Vorsitzender des Auswärtigen Ausschusses und traf in dieser Funktion Persönlichkeiten wie Fidel Castro und Nelson Mandela. Während dieser Zeit war er von 1981 bis 1986 auch Mitglied des Regionalrates der Île-de-France.
Bei den Wahlen vom 28. September 1986 wurde Estier für die PS in Paris zum Mitglied des Senats gewählt und bei den Wahlen vom 24. Juni 1995 wiedergewählt. Er gehörte dem Senat bis zum 30. September 2004 an; von Oktober 1986 bis September 2004 gehörte er dem Auswärtigen Ausschuss des Senats als Mitglied an. Am 5. Juli 1988 wurde er Vorsitzender der PS-Fraktion im Senat und bekleidete diese Funktion 16 Jahre lang bis zum 30. September 2004. Daneben wurde er 15. Juni 1990 Vize-Vorsitzender der Parlamentarischen Delegation bei den Europäischen Gemeinschaften und danach bei der Europäischen Union (EU). Er war zwischen 1995 und 2001 erneut Mitglied des Pariser Stadtrates.

## Veröffentlichungen (Auswahl)
- Un combat centenaire, Éditions Le Cherche Midi, 2005
- J’en ai tant vu, Autobiografie, Éditions Le Cherche Midi, 2008
- Anne Hidalgo, maire de Paris, journal de campagne, Éditions Le Cherche Midi, 2014